# Alessandro De Pol
Alessandro De Pol (* 15. Juli 1972 in Triest) ist ein ehemaliger italienischer Basketballspieler.

## Werdegang
Ab dem 14. Lebensjahr spielte De Pol Basketball bei Stefanel Triest, er wurde mit dem Verein italienischer Jugendmeister. Trainer Bogdan Tanjević setzte ihn im November 1989 erstmals in der zweiten italienischen Liga ein. 1990 stieg er mit Triest in die Serie A auf.
1994 machte De Pol den umstrittenen Umzug der Mannschaft, der namhafte Spieler wie Dejan Bodiroga und Gregor Fučka angehörten, von Triest nach Mailand mit. Mit Triest beziehungsweise Mailand stand er 1994, 1995 und 1996 jeweils in den Endspielen des europäischen Wettbewerbs Korać-Cup, verpasste aber in den drei Fällen den Titelgewinn. Mit Mailand (1996) und Varese (1999) gewann er die italienische Meisterschaft.
Nach seinem einzigen Auslandsengagement (Dezember 2002 bis Ende Februar 2003 bei CB Gran Canaria) kehrte De Pol nach Varese zurück. Dort wurde er Mannschaftskapitän, 2008 musste man den Erstligaabstieg hinnehmen.
Zum Gewinn der Europameisterschaft 1999 trug De Pol in neun Turnierspielen im Durchschnitt 5,4 Punkte bei. Im Endspiel erzielte er sieben Punkte. De Pol kam auf eine Gesamtzahl von 137 Länderspielen.
Zwischen 2009 und 2015 war er als Assistenztrainer bei Scaligera Verona tätig, unterbrochen von einem Spieljahr (2011/12) als Cheftrainer von Pallacanestro Lago Maggiore. Er arbeitete beim Fernsehsender Rai Sport bei Übertragungen von Basketballspielen als Kommentator und betätigte sich nach der Rückkehr in seine Heimatstadt Triest als Trainer in der Jugendarbeit.

## Erfolge

### Nationalmannschaft
- Europameister 1999
- Bronze bei der Europameisterschaft 2003
- Silber bei den Goodwill Games 1994
- Sieger der Mittelmeerspiele 1991
- U22-Europameister 1992
- Silbermedaille bei der U19-Weltmeisterschaft 1991

### Verein
- Italienischer Meister 1996, 1999
- Italienischer Pokalsieger 1996